# Retisol
Retisol (RT) ist eine Referenzbodengruppe der World Reference Base for Soil Resources (WRB). Retisole sind durch Tonverlagerung (Lessivierung) geprägte Böden, bei denen sich der tonverarmte und der tonangereicherte Horizont netzartig durchdringen (lat. rete = Netz). Der diagnostische Horizont ist der durch Tonanreicherung gekennzeichnete argic horizon (Bt). Die Durchdringungen werden als retic Eigenschaften bezeichnet.
Die Retisole wurden in der dritten Auflage der WRB 2014 neu eingeführt. Sie schließen die meisten der deutlich enger definierten Albeluvisole ein, die in den ersten beiden Auflagen der WRB (1998 und 2006) definiert waren und 2014 abgeschafft wurden. Lediglich die stark stauwassergeprägten Albeluvisole gehören heute zu den Stagnosolen. In der Legende zur Weltbodenkarte (1974) sowie in der Revidierten Legende (1988) gab es die Podzoluvisole, die ähnlich definiert waren wie die Retisole.
Die typische Horizontfolge gemäß der 4. Auflage der WRB (Annex 3) ist:
- A – Oberboden mit meist mittleren Humusgehalten
- E – Tonverarmungshorizont (eluvial, meist relativ hell)
- Bt/E – Durchdringungshorizont mit retic Eigenschaften
- Bt – Tonanreicherungshorizont (illuvial) im Unterboden
- C – Ausgangsgestein

## Beschreibung
Retisole können sowohl von Dreischichttonmineralen als auch von Kaolinit dominiert sein, doch sind Dreischichttonminerale wesentlich häufiger anzutreffen. Die Basensättigung kann hoch oder niedrig sein, häufiger jedoch niedrig. Über ihre Entstehung gibt es zwei Theorien.
Die eine Theorie geht davon aus, dass die Tonverlagerung schon alt ist und möglicherweise bereits in der Eem-Warmzeit stattgefunden hat. Während der Weichsel-Kaltzeit gab es dann im trockenen Periglazialbereich unter Permafrostbedingungen im Tonanreicherungshorizont Frostspalten, in die das hellere, tonärmere Material hineingefallen ist. Eine anschließende Kryoturbation hat das netzartige Muster erzeugt.
Die andere Theorie geht von einer rein holozänen Entstehung aus. Wenn nach schneereichen Wintern der Schnee plötzlich taut, entstehen große Mengen an elektrolytarmen Wässern, welche entlang ihrer bevorzugten Fließbahnen Tonminerale und Oxide von den Aggregaten ablösen und in die Tiefe führen.
Beide Theorien kennzeichnen die Verbreitungsgebiete der Retisole, nämlich die Periglazialgebiete der letzten Kaltzeit sowie die kühleren kontinentalen Mittelbreiten. In Europa sind sie dementsprechend von Belgien über Nordostdeutschland bis nach Russland zu finden. Aufgrund ihrer sehr speziellen Entstehungsweise nehmen sie meist keine größeren zusammenhängenden Flächen ein.
Retisole werden vielfach forstlich genutzt. Auch Beweidung ist häufig. Vor allem die physikalischen Eigenschaften der Retisole bereiten den Ackerpflanzen Schwierigkeiten. Die Oberböden sind oft ausgesprochen arm an Tonmineralen und Eisenoxiden. In den Unterboden fließt das Wasser bevorzugt entlang der tonarmen Bereiche, während die ton- und damit nährstoffreicheren Partien oft unzureichend durchfeuchtet sind. Außerdem sind diese tonreicheren Partien schlecht durchwurzelbar. Diese Eigenschaften machen viele Retisole auch für Bodentiere, wie z. B. für Regenwürmer, wenig attraktiv. Die Oberböden der Retisole sind vielerorts stark schluffig oder sandig und damit erosionsgefährdet.

## Verwandte Bodentypen
Die WRB kennt fünf Referenzbodengruppen mit obligatem argic horizon. Nur die Retisole haben zusätzlich retic Eigenschaften. Die anderen vier haben keine und werden unterschieden nach der potentiellen Kationenaustauschkapazität pro kg Ton (KAK/kg Ton) im argic horizon und nach der Zusammensetzung der austauschbaren Kationen im Unterboden (gemessen in cmolc kg−1). Bei den Luvisolen ist die KAK hoch, und die austauschbaren Base-Kationen dominieren über die austauschbaren Al-Ionen. Bei den Alisolen ist die KAK hoch, aber das austauschbare Al dominiert. Bei den Lixisolen ist die KAK niedrig, und die austauschbaren Base-Kationen dominieren. Bei den Acrisolen ist die KAK niedrig, und das austauschbare Al dominiert.
Auf den ersten Blick sehen manche Retisole aus wie Stagnosole. Bei Stagnosolen ist das Farbmuster jedoch das Ergebnis von Redoxprozessen, und die unterschiedlichen Gehalte an Eisenoxiden sind beim typischen Stagnosol innerhalb desselben Horizonts nicht mit Tongehaltsunterschieden gekoppelt. Retisole haben zwischen den aufgehellten und den intensiv gefärbten Bereichen innerhalb desselben Horizonts immer markante Tongehaltsunterschiede, und die Farbunterschiede kommen dadurch zustande, dass Oxide Komplexe mit Tonmineralen bilden und bei der Lessivierung mitgeführt werden. Böden, die beide Merkmale aufweisen, sind Retic Stagnosole.
In der Deutschen Bodensystematik entsprechen sie am ehesten den Fahlerden. Allerdings sind nur diejenigen Fahlerden Retisole, die auch wirklich einen Ael+Bt-Horizont besitzen.